# Toute une nuit
Toute une nuit, traducida al español como Toda una noche, es una película franco-belga realizada por Chantal Akerman, en el año 1982. En esta película, la realizadora plantea un enfoque experimental a la manera de representar las relaciones sentimentales en el cine. 

## Descripción
El film muestra hombres y mujeres, que se involucran sentimentalmente a lo largo de una noche de verano en la ciudad de Bruselas. Estas historias de amor, tienen como único contacto la ciudad y la noche.

## Características
El film se caracteriza por tener una trama reducida, una fuerte presencia del silencio, y una construcción de imágenes que se entienden poco y nada, en donde los personajes aparecen y desaparecen sin explicación. A menudo solo vemos partes de escenas o partes de un cuerpo, por esta razón, algunos críticos se refieren al film como un ballet o sinfonía, ya que pasa de un movimiento a otro, formando una especie de coreografía, que marca su propio ritmo, y que lleva, a los espectadores, de un lado al otro a través del encuentro, el desencuentro, las rupturas y los abrazos.
Las secuencias tienen énfasis en el caminar de los personajes y en la forma en que entran y salen del cuadro. Algunos de los personajes se van juntos para el mismo lado, otros toman rumbos opuestos. El tratamiento del espacio y de cómo los personajes se mueven en él, resulta uno de los sellos de la autora. El tiempo, la longitud de la duración de las tomas está delicadamente tratado para crear profundas e inquietantes sensaciones. 

"Quiero que el espectador sienta una experiencia física a través del tiempo usado en cada toma; para hacer esto una experiencia física en la cual el tiempo se desarrolle poco a poco en ti, en la cual el tiempo de la película entre en ti"
Chantal Akerman

## Realización
Muchas de las películas realizadas por Chantal Akerman no presentan un desarrollo clásico en cuanto realización del guion. Generalmente sus películas no tienen un conflicto marcado, ni un final. Algunas simplemente son imágenes en donde una voz aparece y desaparece contando cosas. En el caso de Toute une Nuit, vemos esporádicos momentos, situaciones íntimas entre distintas parejas, que no cuentan necesariamente ninguna historia.

## Influencias
En distintas entrevistas Chantal Akerman, aseguró verse influenciada por el cineasta Jean-Luc Godard, Robert Bresson y Roberto Rossellini